# اليتيمة: اقتل أولا
اليتيمة: اقتل أولاً (بالإنجليزية: Orphan: First Kill)‏ هو فيلم رعب أمريكي لعام 2022 من إخراج ويليام برينت بيل ستدور أحداثه قبل أحداث فيلم اليتيمة، الفيلم من بطولة إزابيل فورمن،جوليا ستايلز وروسيف ساذرلاند.في سبتمبر 2021 أعلنت باراماونت بيكتشرز بأنها قامت بشراء حقوق الفيلم داخل الولايات المتحدة.

## روابط خارجية
- اليتيمة: اقتل أولاً على موقع IMDb (الإنجليزية)
- اليتيمة: اقتل أولاً على موقع ميتاكريتيك (الإنجليزية)
- اليتيمة: اقتل أولاً على موقع روتن توميتوز (الإنجليزية)
- اليتيمة: اقتل أولاً على موقع ألو سيني (الفرنسية)
- اليتيمة: اقتل أولاً على موقع فيلمافينيتي (الإسبانية)
- اليتيمة: اقتل أولاً على موقع قاعدة بيانات الأفلام السويدية (السويدية)
- اليتيمة: اقتل أولاً على موقع قاعدة بيانات الفيلم (الإنجليزية)
- اليتيمة: اقتل أولاً على موقع ليتربوكسد (الإنجليزية)
- اليتيمة: اقتل أولاً على موقع كينوبويسك (الروسية)